# Гол из казне (рагби 13)
Гол из казне или "Гол са пенала" је један од четири начина поентирања у рагбију 13. Гол из казне сада вреди 2 поена у рагбију 13.
Од како су Енглези измислили рагби 13, у северном делу Енглеске 1895. до данас, ово правило се мењало. Од настанка рагбија 13 до 1897. гол из казне је вредео 3 поена, а од 1897. до данас вреди 2 поена.
Након што је рагби 13 екипа направила прекршај, судија је кажњава. Капитен оштећене рагби 13 екипе, може да изабере да шутира на гол за 2 поена, са места где је противник направио казну. Шутира се на гол са постоља, чуња. Рагбиста поставља чуњ на терен, јајасту рагби лопту на чуњ и има довољно времена да се сконцетрише пре шута на гол.